# سییوهونتو
سییوهونتو، حزب دوستان قانون اساسی ارتدکس (به ژاپنی: 政友本党 Seiyūhontō) یک حزب سیاسی در ژاپن بود که از سال ۱۹۲۴ تا ۱۹۲۷ فعال بود.